# Železniční trať Frýdlant nad Ostravicí – Ostravice – Bílá
Železniční trať Frýdlant nad Ostravicí – Ostravice – Bílá je jednokolejná regionální trať o délce 6,4 km. Provoz na trati byl zahájen 16. srpna 1908. Úsek Ostravice – Bílá byl zrušen 11. ledna 1965 v důsledku výstavby vodní nádrže Šance.  Provozovaná část trati je v jízdním řádu pro cestující uvedená v tabulce označené číslem 323 společně s tratí Železniční trať Ostrava – Valašské Meziříčí. Trať náleží pod provozní obvod Český Těšín.

## Historie záměru
Dne 16. srpna 1908 zahájila po dvouleté výstavbě společnost Místní dráha Frýdlant - Bílá provoz železnice vedoucí z Frýdlantu nad Ostravicí do Bílé. Dráha sloužila k dopravě dřeva i osob jak v soukromém vlastnictví, tak i po zestátnění v říjnu roku 1945. Výstavba vodní nádrže Šance na řece Ostravici, jejímž údolím dráha téměř v celé délce vedla, znamenala 11. ledna 1965 konec provozu na úseku mezi Ostravicí a Bílou.

## Navazující tratě

### Frýdlant nad Ostravicí
- Trať 323 (302a) Valašské Meziříčí – Hostašovice – Veřovice – Frýdlant nad Ostravicí – Frýdek-Místek – Ostrava-Kunčice – Ostrava hl. n.

## Stanice a zastávky

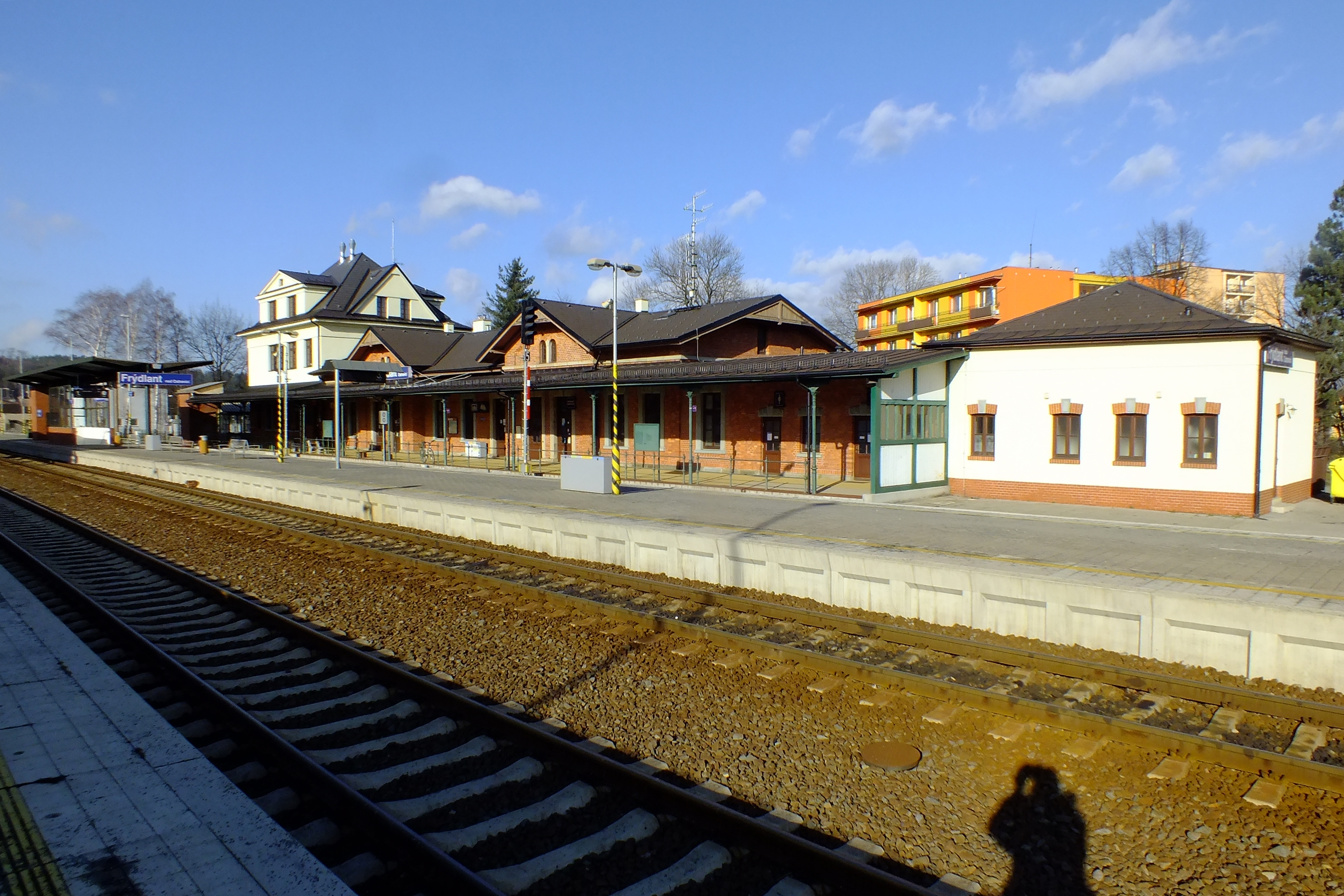
Frýdlant nad Ostravicí
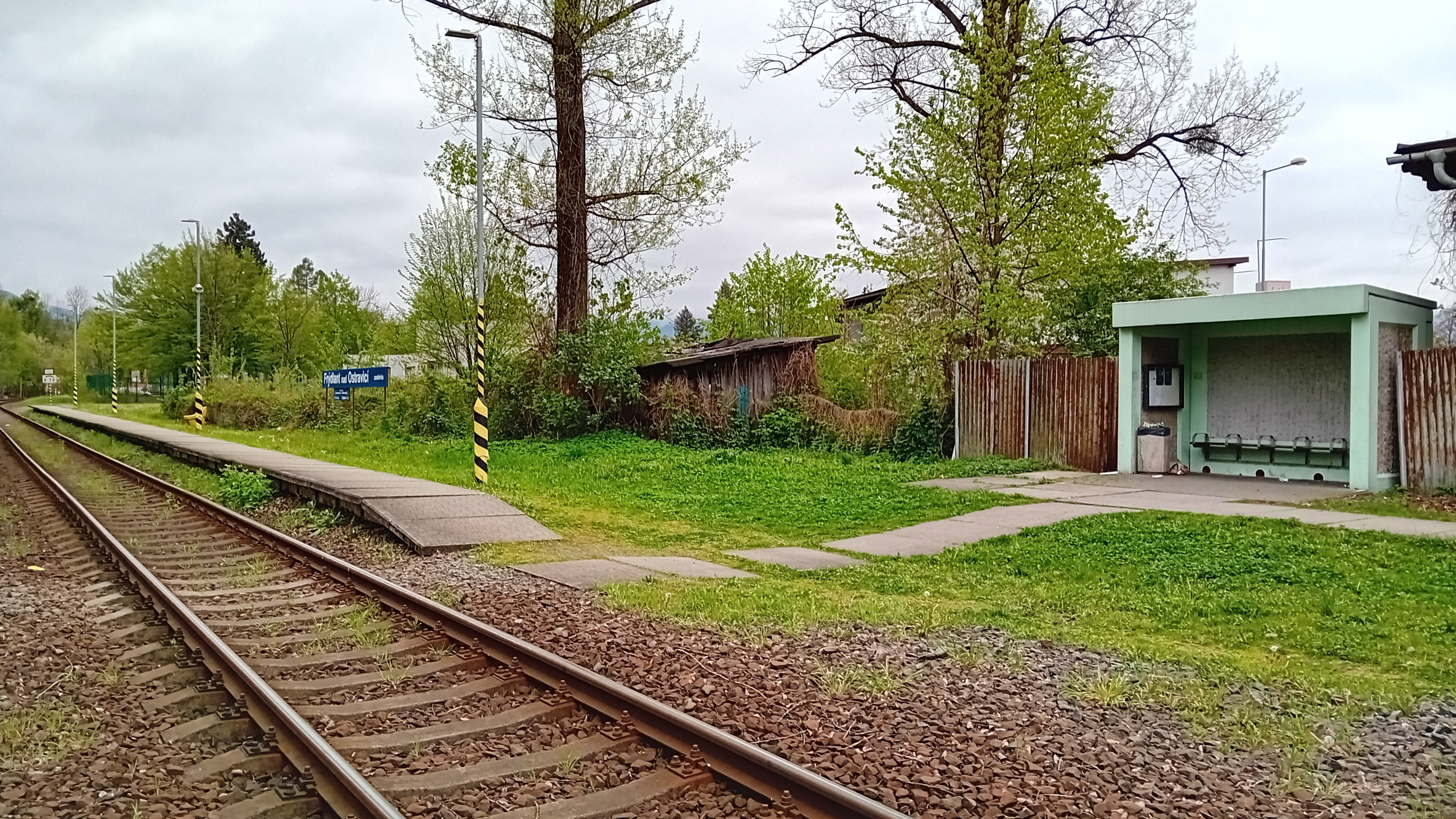
Frýdlant nad Ostravicí zastávka
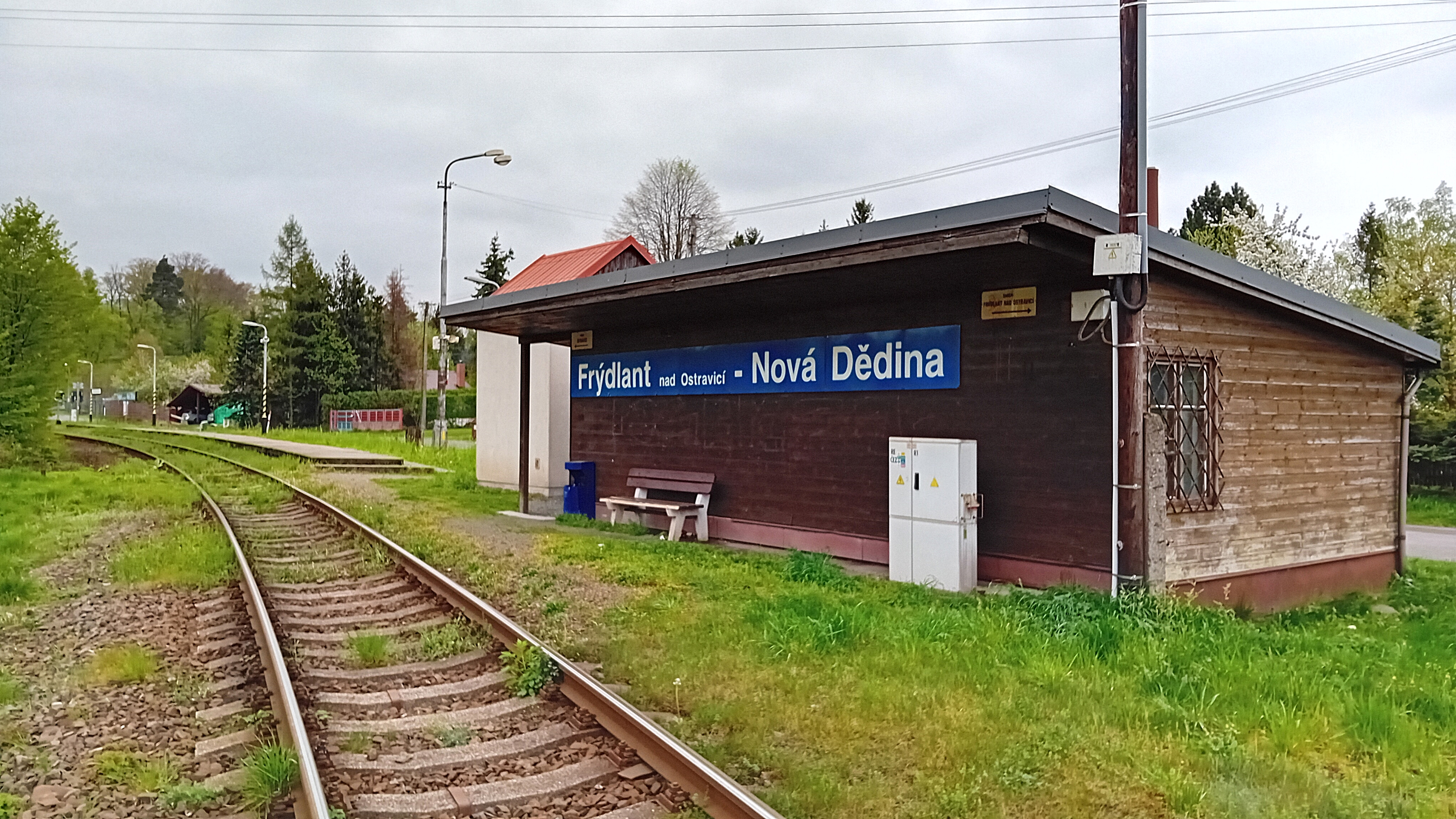
Frýdlant nad Ostravicí-Nová Dědina
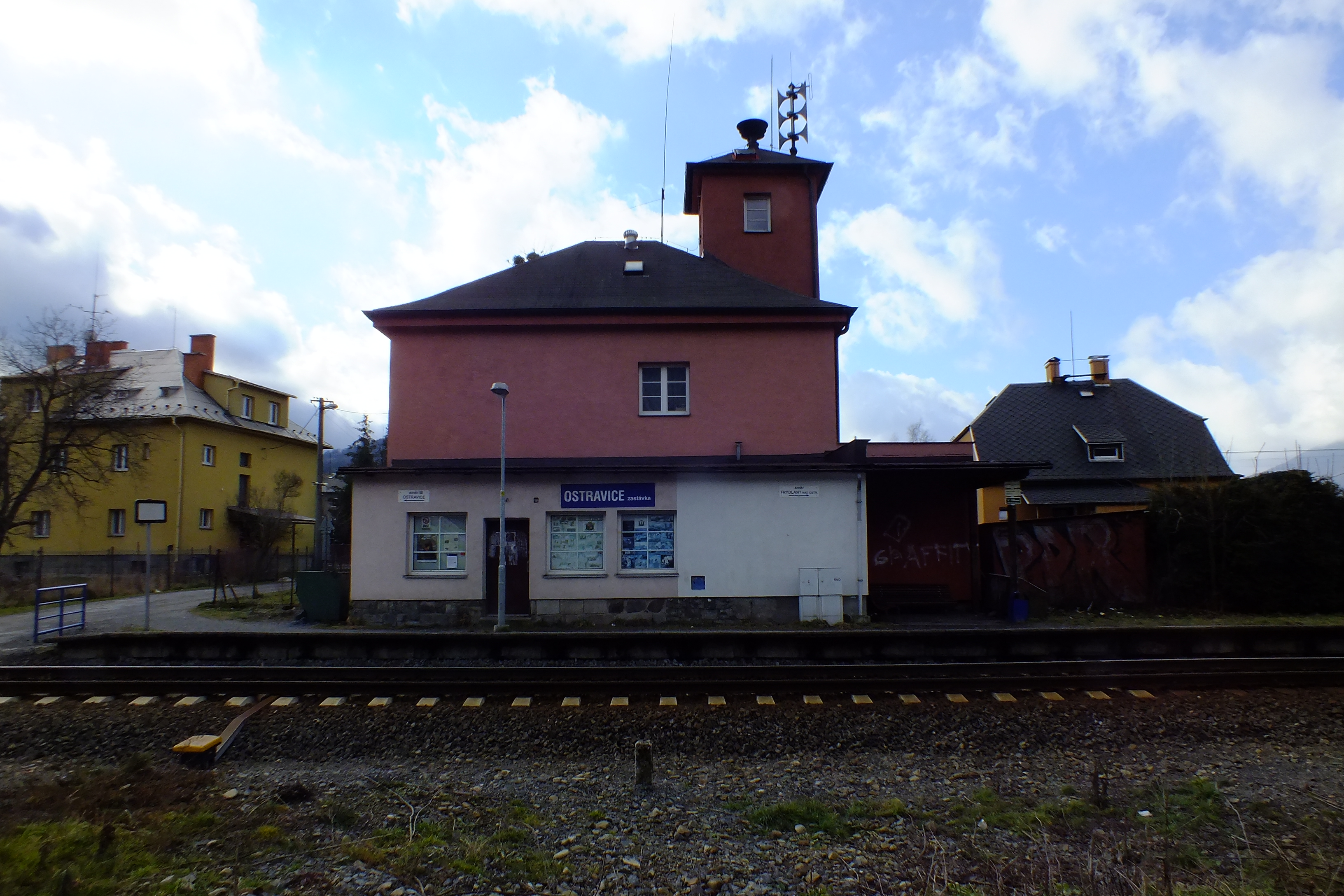
Ostravice zastávka
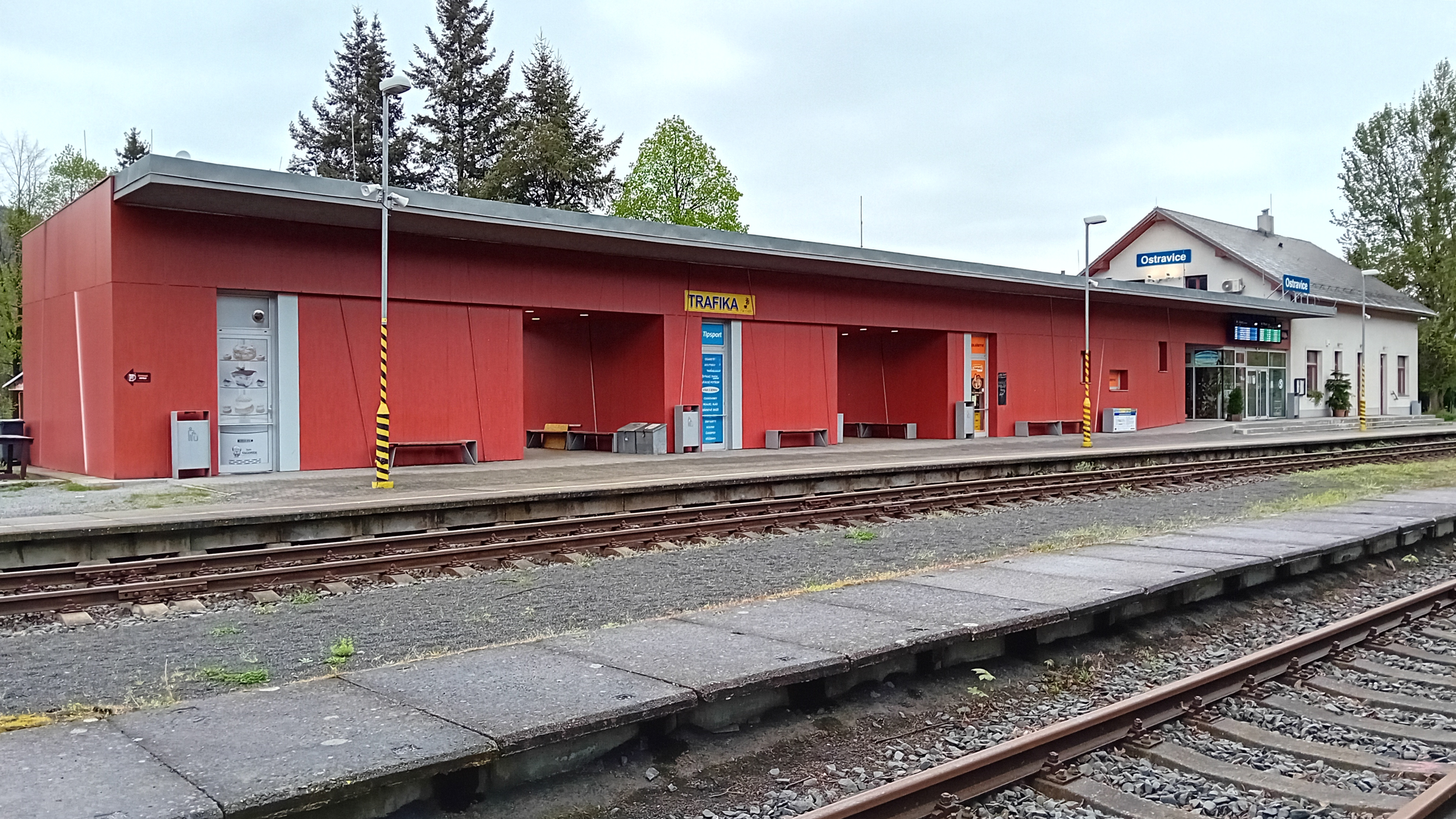
Ostravice